# ازدواج سیاسی

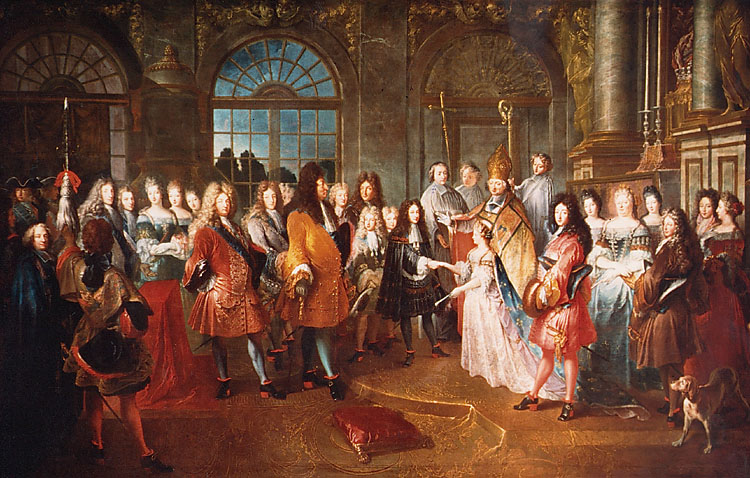
ازدواج لویی فرانسه، دوک بورگوندی با پرنسس ماریا آدلاید ساووی در ورسای در دسامبر 1697

ازدواج سیاسی، ازدواجی است که جهت ایجاد یا تحکیم روابط بین دو گروه یا شخصیت سیاسی و با اهداف از پیش تعیین شده انجام پذیرد.